# مكتب الأمم المتحدة في فيينا

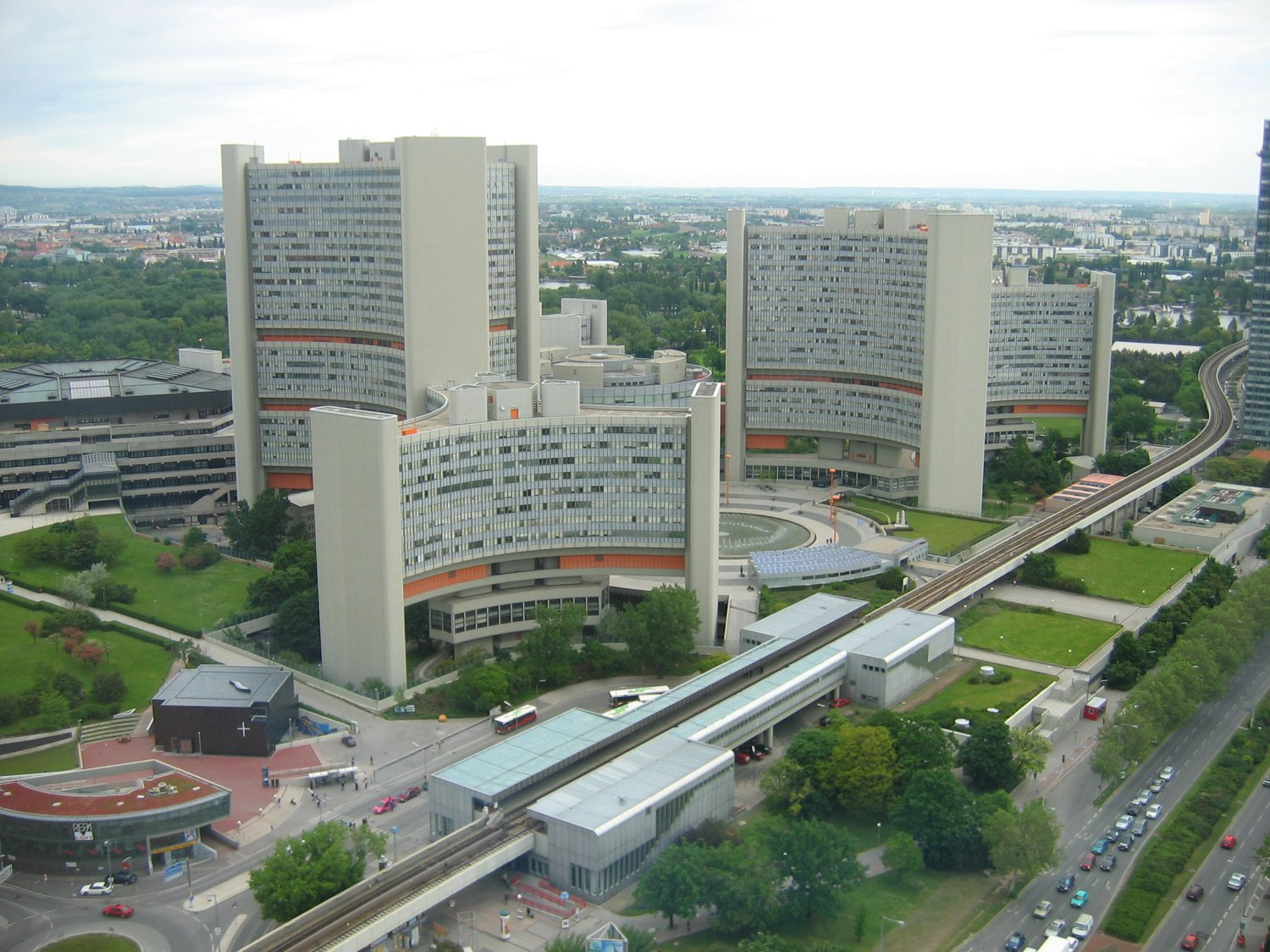
مبنى الأمم المتحدة فيينا، كجزء من مركز فيينا الدولي

مكتب الأمم المتحدة في فيينا (UNOV) هو واحد من مكاتب الأمم المتحدة الرئيسية الأربعة التي يكون فيها للعديد من وكالات الأمم المتحدة المختلفة وجود مشترك. يقع مجمع المكاتب في فيينا، عاصمة النمسا، ويشكل جزءا من مركز فيينا الدولي، مجموعة من العديد من المنظمات الدولية الرئيسية. وقد تم تأسيس مكتب الأمم المتحدة في 1 كانون الثاني عام 1980، وهو المكتب الثالث.